# 秦汧
秦汧（1614年1月9日—1695年9月10日），字吉生，南直隸常州府無錫縣人，明朝、大順政治人物。

## 生平
秦汧自縣學生出生，崇禎十二年（1639年）舉己卯科應天鄉試，崇禎十六年（1643年）成進士，授兵部職方司主事。次年（1643年）三月，李自成入北京，秦汧自行前往跪迎，說：「兵部職方司主事秦汧，恭候聖駕。」未獲理會，幾天後與趙玉森、王孫蕙一同接受大順政權任命獲得新官邸，他思念舊寓中的賄賂打算取回，被劉宗敏下令擒拿，只好拿出五百兩罰銀贖罪，最終選為四川射洪縣縣令。他尚未赴任，大順朝廷已在四月撤離北京，到五月他加入凌䮐軍隊，與魯東序引誘臨淄的大順權將軍郭陞營救東昌，很快投降清朝，此後不再出仕，於碧山隱居吟詩著書五十年，八十三歲去世 ，有《書經箋註》、《杜詩註》、《自問稿》、《問已什》流傳。

## 家族
- 五世祖：秦瀚，縣學生，封奉政大夫、通政司左參議[5]
- 高祖父：秦棨，嘉靖二十六年進士秦梁之弟，廩監生，鴻臚寺序班[5][4]
- 曾祖父：秦炤，監生，廣西都司斷事，興安縣知縣、象州知州[4]
- 祖父：秦圻，監生，贈文林郎、順昌縣知縣[4]
- 父親：秦欽翼，崇禎十二年順天己卯鄉試舉人，崇安縣教諭、順昌縣知縣、兵科給事中[4]
- 母親：孺人高氏，高攀龍女[4]
- 弟弟：秦㳶、秦澧、秦湳、秦沅[4]

### 妻子
- 妻：安氏，安廣居女[4]
- 兒子：[4]
  1. 秦在寬，安氏生
  2. 秦楘，繼秦㳶後
- 女兒一嫁庠生王人演（安氏生），一嫁黃重、一嫁進士陳人龍[4]

## 引用
1. ↑  《崇禎十六年癸未科進士三代履歷》：秦汧，吉生，礼记房，辛酉年十二月初一日生。无锡人，己卯四名，會試二十名，二甲五名。户部觀政，本年授兵部职方司主事。
2. 1 2  《甲申傳信錄·卷五》：秦汧，南直無錫人，癸未進士。官兵部職方司主事，李闖入城，導從者多郡縣降官。汧跪迎道側曰：『兵部職方司主事秦汧，恭候聖駕』。闖不問，複高聲再陳，軍馬之聲沓之，闖終不問。惟導從中同年友見之。二十日，趙玉森至王孫蕙寓，涕泣自言：『受崇禎恩深，然國破家亡，實自作之孽。予捐性命以殉之，理既將不必，逃富貴以酬之，情又不堪。奈何』？孫蕙曰：『方今開國之初，吾輩須爭先著』。玉森曰：『甚合我意』。同詣報名，途遇秦汧，握手大笑，揚揚而前。二十二日，點名訖，凡樂為用者，皆授新寓，汧為贓賄頗饒，不忍盡遺舊寓，因乘間往取，而偽令著新進官員即齊詣劉督府。爾時獨不見汧，賊疑其有不臣之心，往擒之。預臾，汧到，叩首數百，偽督將汧兩夾。汧高聲大呼曰：『聖天子欲平定江南，正愛惜人才之際，倘饒汧命，願效死力』。乃釋之，罰銀五百兩，贖罪。因示曰：『自今以後，私自至舊寓者，斬』。二十八日，選四川射洪縣令。
3. ↑  錢海岳《南明史·卷三十四·列傳第十》：（崇禎十七年五月）宋祖乙起兵東平，權將軍郭陞以兵數千據臨淄，（凌䮐）命工部主事秦汧及魯東序同降將誘陞救東昌……汧，無錫人，崇禎十六年進士。……後皆降清。
4. 1 2 3 4 5 6 7 8 9 10  同治《錫山秦氏宗譜》·卷九：棨 瀚次子 字子儀，號龍洲，廩太學生，任鴻臚寺序班……配華氏……子五，烱、炤、燭、燈華出…………炤 字孟開，號箭源，太學生，任廣西都司斷事，署興安縣知縣、象州知州事……配夏氏……子三，圻夏出……圻 字政甫，號惠陽，太學生，以子欽翼贈文林郎、福建順昌縣知縣……配王氏，太僕卿鑑孫女，贈孺人……子三，欽翼、欽為王出…… 欽翼 字君鄰，長洲縣庠生，入太學中崇禎己卯順天鄉試，任福建建寧府崇安縣教諭，陞順昌縣知縣，行取兵科給事中，舉鄉飲賓。……配高氏，都御史諡忠憲攀龍女，封孺人……子六，汧、㳶、澧、湳、沅高出…………汧 棨元孫，欽翼子 字吉生，邑廩生，中崇禎己卯應天鄉試，癸未登楊廷鑑榜進士，授兵部職方司主事，屏居碧山吟社五十年，鍵關著書。生萬厯癸丑十二月初一，卒康熙乙亥八月初四，壽八十三，著有《書經箋註》、《杜詩註》、《自問稿》、《問已什》。配安氏，知縣廣居女，生萬厯丙辰九月十七，卒康熙癸未九月廿三，壽八十八。子二，在寬安出，楘側出，楘嗣㳶後；女三，適庠生王人演，安出，適黃重、適進士陳人龍，側出，葬官來塢。謹按碧山吟社向奉修敬、從川兩公栗，主公歿子孫亦祀焉，今廢。
5. 1 2  同治《錫山秦氏宗譜》·卷二：瀚 字叔度，號從川，邑廩生，以子梁封奉政大夫、通政司左參議……配殷氏，邑庠生佐女，封宜人……子四，梁、棨、楶殷出……